# Corvisart
Corvisart – stacja linii nr 6 metra w Paryżu. Stacja znajduje się w 13. dzielnicy Paryża.